# Кюневульф
Кю́невульф (конец VIII — начало IX или X века, точные даты жизни неизвестны) — англосаксонский народный поэт, предположительно монах. Один из немногих англосаксонских поэтов, известных по имени (поскольку стихотворения содержали его подпись, «вплетённую» в текст и выполненную руническим алфавитом), и один из четырёх, чьи работы сохранились до нашего времени. Прославился благодаря религиозным сочинениям, считался выдающимся деятелем христианской древнеанглийской поэзии.
Известно четыре религиозных поэмы его авторства — «Судьба апостолов», «Юлиана», «Елена» и «Христос II» (или «Вознесение»), которые сохранились в двух рукописных книгах XI века; ему приписывается авторство ещё ряда произведений, но ни для одного более оно не является доказанным. Все четыре поэмы обширны по размеру и содержат несколько тысяч стихотворных строк (для сравнения — в «Гимне Кэдмона», одном из самых ранних известных поэтических произведений англосаксонской литературы, всего девять строк).

## Жизнь
О его жизни нет никаких сведений, но ввиду глубокого знания христианства, демонстрируемого им в своих поэмах, историками литературы был сделан вывод о его широкой образованности и несомненной связи с церковью. Существовало несколько попыток отождествить Кюневульфа с какой-либо из исторических личностей того периода: например, в Британии начала XX века была распространена точка зрения, что им был епископ Линдисфарне, который умер в 783 году, однако ни эта, ни другие теории не имеют доказательств.

### Диалект
Некоторые выводы могут быть сделаны из имени и стихов. Хотя манускрипты, содержащиеся в Книге Вирчелли (Vercelli Book) и Эксетерской книге (Exeter Book), в основном, относятся в позднему уэссекскому диалекту, что судя по всему, является результатом работы переписчика, можно предположить, что Кюневульф писал на англском диалекте, и проживал в Нотумбрии или Мерсии
Как показывает лингвистический и метрический анализ его поэмы «Елена», где эпилог (начало l.1236) имеет «несовершенную рифму», что устраняется, если изменить форму слов с западно-саксонской на англскую. Например ложная рифма в словах miht/paeht корректируется при замене средних гласных обоих слов на звук «æ».Рифма maeht/paeht пример типичного англского сглаживания звука ea. Различные «англицизмы» в «Елене» и «Юлиане» свидетельствуют об оригинальности англского диалекта в западно-саксонских переводах. О конкретной провинции трудно судить, но средняя «е» в подписи Кюневульфа была характерна в тот период времени для мерсийского диалекта.

### Время жизни
Даже при изучении всех данных нельзя сделать точных выводов о годах жизни Кюневульфа, но скорее всего, расцвет его творчества пришёлся на девятый век.
Пользуясь принципом terminus ante quem (самая поздняя датировка) на основании изучения текстов Эксетерской и Верчиллийской книги, можно получить приблизительную крайнюю дату — вторая половина X века.
Кроме того, можно принять за условную дату весь период древнеанглийской литературы: между VII и началом X века.
Пока что не увенчалась успехом попытка связать Кюневульфа с каким-либо историческим деятелем или событием.[прояснить]
Тем не менее, наличие западно-саксонских форм в обеих Книгах означает, что переписчики короля Альфреда работали уже с готовыми стихами Кюневульфа, а значит он не мог писать позднее рубежа X века.
Сложность определения terminus post quem происходит из двух вариантов написания имени поэта: «Cynewulf» и «Cynwulf» (Кюнвульф). Старое написание Cyniwulf имеет характерную «i» которая чаще изменяется на «e» в середине 9-го века, правило использования «i» исчезает к конце века, так что Кюневульф не может быть помещён задолго до 800 года. Кроме того, предполагаемый «культ креста» который может быть найден в кюневульфовской «Елене» достиг вершины как раз в девятом веке.
Так же немаловажно, что акростих стал наиболее модным в девятом веке и шифрованная подпись Кюневульфа могла быть связана именно с той тенденцией.

### Личность
Кюневульф, без сомнения, был человеком начитанным и образованным, за неимением иного мы можем «воспользоваться плодами его поэзии.» Учитывая предмет, он скорее всего был «человеком в духовном сане», имеющим глубокое знание церковной, агиографической литературы, догматов Вселенской церкви, что отразилось в его стихах. Его стихи также показывают зависимость от латинских источников, что означает знание латыни и также указывает на человека церкви.
Кюневульф — англо-саксонское имя (дословно «род-волк») и хорошо засвидетельствовано в истории.
Кюневульф Линдисфарнский (ум. ок. 780) хороший кандидат для отождествления с Кюневульфом-поэтом, поскольку его христианские стихи демонстрируют «учёность и веру профессионального клирика, имеющего право говорить авторитетно», но этот вывод не является общепринятым.
Альтернативное предположение[кем?] отождествляет поэта с Данвичским священником (ок. 803), и Кюневульфом, аббатом Питерборо (ум. 1006).

## Работы
В след за С. К. Дасом (1942) и Класом Шааром (1949), основная масса исследователей ограничивает «канон» Кюневульфа четырьмя подписанными поэмами:
Эксетерская книга содержит кюневульфовские Юлиану и Христос II (Вознесение) и Книга Вирчелли — Елену и Судьбу Апостолов.
Ранние исследователи приписывали Кюневульфу ряд других произведений на основании схожести стиля. Казалось правдоподобным авторство Загадок Эксетерской книги, Феникса, Андрея, Гутлака; и даже знаменитые неотносимые стихи Dream of the Rood (Ведение Креста), Harrowing of Hell (Сошествие во ад), Физиолог приписывались ему.
Четыре поэмы, как и значительная часть англо-саксонской поэзии написаны аллитерационным стихом.
Все четыре стихотворения опираются на латинские гомилии и агиографию (жития святых) по содержанию, что отличает их от других англо-саксонских поэм, например Бытие, Исход, и Даниил, которые основаны непосредственно на библейском материале.
Елена самая длинная из поэм Кюневульфа в 1 321 строки. За ней следуют Юлиана в 731 строку, Христос II в 427 строки, и Судьба Апостолов всего в 122 строки.
Это «мученические» стихи, центральная тема смерть/мучения ради спасения. В Елене, Святая Елена отправляется на поиски Святого Креста и распространяет христианство; в Юлиане, героиня умирает, но избегает брака с язычником, сохраняя христианскую чистоту; в Судьбе Апостолов, повествователь размышляет о смерти апостолов, которые встретили её с «радостными лицами.»
Елена и Юлиана относятся к поэмам о святых. Эти две поэмы вместе с Андреем и Гутлаком (части A и B) оставляют корпус рифмованной житийной литературы, вошедший в разговорный древнеанглийский.
Вознесение (Христос II) не стоит в этом ряду, но является страстным восхвалением темы Христа и его Вознесения.
Точная хронология стихов неизвестна. Один из аргументов показывает, что Елена, похоже, последняя, «автобиографический» эпилог может означать, что Кюневульф был стар на момент написания, но эта точка зрения оспаривается. В любом случае, кажется, что Христос II и Елена представляют вершину творческого пути Кюневульфа, тогда как Юлиана и Судьба Апостолов, похоже, были написаны менее вдохновенным или менее зрелым поэтом.

## Руническая подпись
Все четыре кюневульфовы поэмы содержат места, где буквы имени поэта вплетены в текст с помощью рунических символов, которые также удваивают значимые идеи, имеющие отношение к тексту.
В Юлиане и Елене вязью выведено «Cynewulf», а в Судьбе и Христос II записано без средней «e» так что выходит Cynwulf.
Практика ставить подпись на произведении ломает длительную традицию анонимных стихотворцев, которые не считали стихи своими произведениями. Кюневульф стал основателем традиции авторского отношения к собственности на произведения и их оригинальности. Кроме того, вплетая своё имя в стихи, Кюневульф защищал их от изменений структуры и формы при переписывании, что могло произойти в противном случае.
С другой стороны, Кюневульф мог просто рассчитывать на то что таким образом он «найдёт молящихся за других и спасёт свою душу», то есть будущие читатели поминали бы его в своих молитвах, получив удовольствие от чтения его благочестивых стихов. Такое духовное вознаграждение может быть сопоставлено с материальным, которое искали поэты того времени.

## Оправдание в качестве Поэта
Кюневульф оправдывал «поэзию» тем что она «ассоциируется с мудростью.» В его Христос II, Кюневульф пишет следующее:
Затем он кто создал этот мир…почтил нас и дал нам дары…и также посеяли установил в уме людей много видов сердечной мудрости. Одним он позволил вспоминать мудрые стихи, послал им благородное понимание, через дух их уст. Муж уму которого было дано искусство мудрости может сказать и спеть обо всех видах вещей.
Смотря на кюневульфовское осмысление в эпилоге Елены, можно сказать, что он верил, что его дар поэта пришёл непосредственно от Бога, который «отворил искусство поэзии» в нём.

## Кюневульф и Толкин
Поэма Кюневульфа Христос II и Елена использует древнеанглийские слова для известных английских слов, middangeard (переводится как «Middle-earth») и это был источник, используемый Дж. Р. Р. Толкином в его Легендариуме, в частности в легенде об Эарендиле.
Eala Earendel engla beorhtast
Ofer middangeard monnum sended
Радуйся, Эарендил, ярчайший из ангелов,
Над Средиземьем посланный к людям
Толкин писал: «Там было что-то очень отдалённое и странное, и прекрасное за этими словами, если бы я мог понять это, далеко за пределами древнеанглийского.»